# Marie Marguerite Bihéron
Marie Marguerite Bihéron, född 17 november 1719, död 18 juni 1795, var en fransk anatom, berömd i sin samtid för sina medicinska illustrationer och vaxmodeller. 